# هایپر نایف
هایپر نایف (انگلیسی: Hyper Knife؛‏ کره‌ای: 하이퍼나이프) یک مجموعه تلویزیونی محصول کره جنوبی به نویسندگی کیم سون هی، به کارگردانی کیم جونگ هیون و با بازی پارک اون بین، سول کیونگ گو، یون چان یونگ و پارک بیونگ اون است. داستان این مجموعه حول محور یک پزشک نابغه و مرشد او می‌چرخد. این مجموعه از ۱۹ مارس تا ۹ آوریل ۲۰۲۵ از دیزنی پلاس پخش شد.

## بازیگران
- پارک اون بین در نقش جونگ سه اوک[۱]

پزشک سایه‌ای که زمانی نابغهٔ جراحی مغز و اعصاب نامیده می‌شد
- سول کیونگ گو در نقش چوی دوک هی[۱]

جراح مغز و اعصاب
- یون چان یونگ در نقش سو یونگ جو[۱]

دوست سه اوک که همیشه در کنارش است
- پارک بیونگ اون در نقش هان هیون دو[۱]

متخصص هوش‌بری

## تولید

### توسعه
تین مجموعه به نویسندگی کیم سون هی، که پیش از این نویسندگی امتحان الهی: ری‌بوت (۲۰۱۸) را بر عهده داشته و به کارگردانی کیم جونگ هیون است که قبلاً کارگردانی بیدار (۲۰۲۱–۲۰۲۲) و عشق دیوانه‌وار (۲۰۲۲) را انجام داده است. شرکت دونگ‌پونگ و بلاد استودیوز تهیه‌کنندگی این مجموعه را انجام دادند.

### انتخاب بازیگران
در سال ۲۰۲۳، سول کیونگ گو پارک اون بین، هر دو در نظر داشتند در این مجموعه حضور پیدا کنند. در سال ۲۰۲۴، گزارش شد یون چان یونگ و پارک بیونگ اون پیشنهادی برای حضور در این مجموعه دریافت کردند. در ۳ آوریل، حضور هر چهار بازیگر در این مجموعه به صورت رسمی تأیید شد.

### فیلم‌برداری
تصویربرداری اصلی در آوریل ۲۰۲۴ آغاز شد.

## انتشار
در ۱۲ اوت ۲۰۲۴، دیزنی پلاس گزارش کرد که هایپر نایف در نیمهٔ اول سال ۲۰۲۵ منتشر خواهد شد. در ۷ ژانویه ۲۰۲۵، پس از اعلام لاین‌آپ درام‌های کره‌ای اصلی دیزنی پلاس در سال ۲۰۲۵، این پلتفرم اعلام کرد که زمان پخش هایپر نایف در ۱۹ مارس است.